# Первое правительство Мишустина
В статье даются сведения о составе Правительства Российской Федерации под председательством М. В. Мишустина в период с 21 января 2020 по 7 мая 2024 года.
21 января 2020 года Президент Российской Федерации указами утвердил структуру федеральных органов исполнительной власти и назначил членов Правительства.
Список министерств, действующих с января 2020 года, см. в статье: Структура федеральных органов исполнительной власти России.

## Назначение Михаила Мишустина
15 января 2020 года президент Владимир Путин предложил Государственной думе кандидатуру Михаила Мишустина на пост председателя правительства. 16 января Госдума дала своё согласие, при этом впервые в истории ни один депутат не проголосовал против. В этот же день президент Путин назначил Мишустина председателем правительства.
| Фракция                                                                               | Депутаты | За  | Против | Воздержались | Не голосовали | Вакантные места |
| ------------------------------------------------------------------------------------- | -------- | --- | ------ | ------------ | ------------- | --------------- |
| Единая Россия                                                                         | 341      | 326 | 0      | 0            | 15            |                 |
| КПРФ                                                                                  | 43       | 0   | 0      | 41           | 2             |                 |
| ЛДПР                                                                                  | 40       | 39  | 0      | 0            | 1             |                 |
| Справедливая Россия                                                                   | 23       | 17  | 0      | 0            | 6             |                 |
| Родина                                                                                | 1        | 1   | 0      | 0            | 0             |                 |
| Гражданская платформа                                                                 | 1        | 0   | 0      | 0            | 1             |                 |
| Общий результат                                                                       | 449      | 383 | 0      | 41           | 25            | 1               |
| Справка о результатах голосования Архивная копия от 26 января 2020 на Wayback Machine |          |     |        |              |               |                 |

## Члены Правительства
Наименования должностей членов Правительства приводятся так, как они официально именуются.
| Первое правительство Мишустина | Первое правительство Мишустина | Первое правительство Мишустина | Первое правительство Мишустина | Первое правительство Мишустина | Первое правительство Мишустина                               |
| --- | ------------------------------ | ------------------------------ | ------------------------------ | ------------------------------ | ------------------------------------------------------------ |
| Статус членов Правительства: Кандидатура, утверждённая Государственной думой Кандидатура, не требующая утверждения Думой Кандидатура отклонена Думой либо отозвана Кандидатура ожидает утверждения Назначен до внесения поправок к Конституции или отправлен в отставку Умер в должности |                                |                                |                                |                                |                                                              |
| Должность | Портрет                        | Имя и фамилия                  | Партия                         | Партия                         | Срок пребывания в должности                                  |
| Председатель Правительства Российской Федерации |                                | Михаил Мишустин                |                                | Беспартийный                   | с 16 января 2020, (и. о. 7 — 10 мая 2024)                    |
| Председатель Правительства Российской Федерации |                                | Андрей Белоусов (и. о.)        |                                | Беспартийный                   | 30 апреля - 19 мая 2020 в связи с болезнью Михаила Мишустина |
| Заместители председателя правительства |                                |                                |                                |                                |                                                              |
| Первый заместитель председателя правительства Российской Федерации по вопросам финансово-экономической политики |                                | Андрей Белоусов                |                                | Беспартийный                   | 21 января 2020 - 7 мая 2024                                  |
| Заместитель председателя правительства Российской Федерации по вопросам науки, высшего образования, цифровой экономики, СМИ, туризма и спорта. Куратор в Приволжском федеральном округе                                                                                                  |                                | Дмитрий Чернышенко             |                                | Беспартийный                   | с 21 января 2020 (и. о. 7-14 мая 2024)                       |
| Заместитель председателя правительства Российской Федерации по вопросам социальной политики и культуры. Куратор в Северо-Западном федеральном округе |                                | Татьяна Голикова               |                                | Единая Россия                  | с 18 мая 2018 (и. о. 7-14 мая 2024                           |
| Заместитель председателя правительства Российской Федерации по вопросам строительства, ЖКХ и регионального развития. Куратор в Южном федеральном округе |                                | Марат Хуснуллин                |                                | Беспартийный                   | с 21 января 2020 (и. о. 7-14 мая 2024)                       |
| Заместитель председателя правительства Российской Федерации по вопросам агропромышленного комплекса, природных ресурсов и экологии. Куратор в Сибирском федеральном округе |                                | Виктория Абрамченко            |                                | Беспартийная                   | 21 января 2020 - 7 мая 2024                                  |
| Заместитель председателя правительства Российской Федерации по вопросам оборонно-промышленного комплекса и ракетно-космической отрасли. Куратор в Уральском федеральном округе |                                | Юрий Борисов                   |                                | Беспартийный                   | 18 мая 2018 — 15 июля 2022                                   |
| Заместитель председателя правительства Российской Федерации |                                | Денис Мантуров                 |                                | Беспартийный                   | 15 июля 2022 - 7 мая 2024 и. о.                              |
| Заместитель председателя правительства Российской Федерации по вопросам топливно-энергетического комплекса. Куратор в Северо-Кавказском федеральном округе |                                | Александр Новак                |                                | Беспартийный                   | с 10 ноября 2020 (и. о. 7-14 мая 2024)                       |
| Заместитель председателя правительства Российской Федерации по вопросам евразийской интеграции, сотрудничества со странами СНГ, БРИКС, G20 и международных мероприятий |                                | Алексей Оверчук                |                                | Беспартийный                   | с 21 января 2020 (и. о. 7-14 мая 2024)                       |
| Заместитель председателя правительства Российской Федерации — полномочный представитель президента Российской Федерации в Дальневосточном федеральном округе. Куратор в Дальневосточном федеральном округе                                                                               |                                | Юрий Трутнев                   |                                | Единая Россия                  | с 31 августа 2013 (и. о. 7-14 мая 2024)                      |
| Заместитель председателя правительства Российской Федерации — руководитель аппарата правительства Российской Федерации. Куратор в Центральном федеральном округе |                                | Дмитрий Григоренко             |                                | Беспартийный                   | с 21 января 2020 (и. о. 7-14 мая 2024)                       |
| Министры |                                |                                |                                |                                |                                                              |
| Министр внутренних дел |                                | Владимир Колокольцев           |                                | Беспартийный                   | с 21 мая 2012 (и. о. 7-14 мая 2024)                          |
| Министр по делам гражданской обороны, чрезвычайным ситуациям и ликвидации последствий стихийных бедствий |                                | Евгений Зиничев                |                                | Беспартийный                   | 18 мая 2018 — 8 сентября 2021                                |
| Министр по делам гражданской обороны, чрезвычайным ситуациям и ликвидации последствий стихийных бедствий |                                | Александр Чуприян (и. о.)      |                                | Беспартийный                   | 10 сентября 2021 — 22 мая 2022                               |
| Министр по делам гражданской обороны, чрезвычайным ситуациям и ликвидации последствий стихийных бедствий |                                | Александр Куренков             |                                | Беспартийный                   | с 25 мая 2022 (и. о. 7-14 мая 2024)                          |
| Министр здравоохранения |                                | Михаил Мурашко                 |                                | Беспартийный                   | с 21 января 2020 (и. о. 7-14 мая 2024)                       |
| Министр иностранных дел |                                | Сергей Лавров                  |                                | Беспартийный                   | с 9 марта 2004 (и. о. 7-14 мая 2024)                         |
| Министр культуры |                                | Ольга Любимова                 |                                | Беспартийная                   | с 21 января 2020 (и. о. 7-14 мая 2024)                       |
| Министр культуры |                                | Сергей Обрывалин (и. о.)       |                                | Беспартийный                   | 6—14 мая 2020                                                |
| Министр обороны |                                | Сергей Шойгу                   |                                | Единая Россия                  | 6 ноября 2012 - 7 мая 2024                                   |
| Министр просвещения |                                | Сергей Кравцов                 |                                | Единая Россия                  | с 21 января 2020 (и. о. 7-14 мая 2024)                       |
| Министр науки и высшего образования |                                | Валерий Фальков                |                                | Единая Россия                  | с 21 января 2020 (и. о. 7-14 мая 2024)                       |
| Министр промышленности и торговли |                                | Денис Мантуров                 |                                | Беспартийный                   | 21 мая 2012 - 7 мая 2024 и. о.                               |
| Министр по развитию Дальнего Востока и Арктики |                                | Александр Козлов               |                                | Единая Россия                  | 18 мая 2018 — 9 ноября 2020                                  |
| Министр по развитию Дальнего Востока и Арктики |                                | Алексей Чекунков               |                                | Беспартийный                   | с 10 ноября 2020 (и. о. 7-14 мая 2024)                       |
| Министр природных ресурсов и экологии |                                | Дмитрий Кобылкин               |                                | Единая Россия                  | 18 мая 2018 — 9 ноября 2020                                  |
| Министр природных ресурсов и экологии |                                | Александр Козлов               |                                | Единая Россия                  | с 10 ноября 2020 (и. о. 7-14 мая 2024)                       |
| Министр цифрового развития, связи и массовых коммуникаций |                                | Максут Шадаев                  |                                | Беспартийный                   | с 21 января 2020 (и. о. 7-14 мая 2024)                       |
| Министр сельского хозяйства |                                | Дмитрий Патрушев               |                                | Беспартийный                   | 18 мая 2018 - 7 мая 2024                                     |
| Министр строительства и жилищно-коммунального хозяйства |                                | Владимир Якушев                |                                | Единая Россия                  | 18 мая 2018 — 9 ноября 2020                                  |
| Министр строительства и жилищно-коммунального хозяйства |                                | Никита Стасишин (и. о.)        |                                | Беспартийный                   | 1—26 мая 2020                                                |
| Министр строительства и жилищно-коммунального хозяйства |                                | Ирек Файзуллин                 |                                | Беспартийный                   | с 10 ноября 2020 (и. о. 7-14 мая 2024)                       |
| Министр спорта |                                | Олег Матыцин                   |                                | Беспартийный                   | 21 января 2020 - 7 мая 2024                                  |
| Министр транспорта |                                | Евгений Дитрих                 |                                | Единая Россия                  | 18 мая 2018 — 9 ноября 2020                                  |
| Министр транспорта |                                | Виталий Савельев               |                                | Единая Россия                  | 10 ноября 2020 - 7 мая 2024                                  |
| Министр труда и социальной защиты |                                | Антон Котяков                  |                                | Беспартийный                   | с 21 января 2020 (и. о. 7-14 мая 2024)                       |
| Министр финансов |                                | Антон Силуанов                 |                                | Единая Россия                  | с 16 декабря 2011 (и. о. 7-14 мая 2024)                      |
| Министр экономического развития |                                | Максим Решетников              |                                | Единая Россия                  | с 21 января 2020 (и. о. 7-14 мая 2024)                       |
| Министр энергетики |                                | Александр Новак                |                                | Беспартийный                   | 21 мая 2012 — 10 ноября 2020                                 |
| Министр энергетики |                                | Николай Шульгинов              |                                | Беспартийный                   | 10 ноября 2020 - 7 мая 2024                                  |
| Министр юстиции |                                | Константин Чуйченко            |                                | Беспартийный                   | с 21 января 2020, (и. о. 7-14 мая 2024)                      |

| Должность | Фамилия, имя         | Срок пребывания в должности        |
| --- | -------------------- | ---------------------------------- |
| Руководитель Федеральной службы по надзору в сфере здравоохранения (под руководством Министерства здравоохранения) | Михаил Мурашко       | 7 марта 2013 — 21 января 2020      |
| Руководитель Федеральной службы по надзору в сфере здравоохранения (под руководством Министерства здравоохранения) | Дмитрий Пархоменко   | 22 января — 8 апреля 2020          |
| Руководитель Федеральной службы по надзору в сфере здравоохранения (под руководством Министерства здравоохранения) | Алла Самойлова       | с 9 апреля 2020                    |
| Руководитель Федерального агентства по делам Содружества Независимых Государств, соотечественников, проживающих за рубежом и по международному гуманитарному сотрудничеству (под руководством Министерства иностранных дел) | Элеонора Митрофанова | 19 декабря 2017 — 25 июня 2020     |
| Руководитель Федерального агентства по делам Содружества Независимых Государств, соотечественников, проживающих за рубежом и по международному гуманитарному сотрудничеству (под руководством Министерства иностранных дел) | Евгений Примаков     | с 25 июня 2020                     |
| Руководитель Федеральной службы по гидрометеорологии и мониторингу окружающей среды (под руководством Министерства природных ресурсов и экологии)                                                                           | Игорь Шумаков        | с 9 октября 2019                   |
| Руководитель Федеральной службы по надзору в сфере природопользован (под руководством Министерства природных ресурсов и экологии)                                                                                           | Светлана Радионова   | с 24 декабря 2018                  |
| Руководитель Федерального агентства водных ресурсов (под руководством Министерства природных ресурсов и экологии) | Дмитрий Кириллов     | с 25 февраля 2019                  |
| Руководитель Федерального агентства лесного хозяйства (под руководством Министерства природных ресурсов и экологии) | Сергей Аноприенко    | 30 сентября 2019 — 12 апреля 2021  |
| Руководитель Федерального агентства лесного хозяйства (под руководством Министерства природных ресурсов и экологии) | Иван Советников      | с 12 апреля 2021                   |
| Руководитель Федерального агентства по недропользованию (под руководством Министерства природных ресурсов и экологии) | Евгений Киселёв      | 13 января 2016 — 25 июня 2021      |
| Руководитель Федерального агентства по недропользованию (под руководством Министерства природных ресурсов и экологии) | Евгений Петров       | с 11 ноября 2021                   |
| Руководитель Федерального агентства по техническому регулированию и метрологии (под руководством Министерства промышленности и торговли)                                                                                    | Алексей Абрамов      | 9 июля 2014 — 28 декабря 2020      |
| Руководитель Федерального агентства по техническому регулированию и метрологии (под руководством Министерства промышленности и торговли)                                                                                    | Антон Шалаев         | с 28 декабря 2020                  |
| Руководитель Федеральной службы по ветеринарному и фитосанитарному надзору (под руководством Министерства сельского хозяйства)                                                                                              | Сергей Данкверт      | с 30 июня 2004                     |
| Руководитель Федерального агентства по рыболовству (под руководством Министерства сельского хозяйства) | Илья Шестаков        | с 17 января 2014                   |
| Руководитель Федеральной службы по надзору в сфере транспорта (под руководством Министерства транспорта) | Виктор Басаргин      | с 10 февраля 2017                  |
| Руководитель Федерального агентства воздушного транспорта (под руководством Министерства транспорта) | Александр Нерадько   | 14 декабря 2009 — 15 сентября 2023 |
| Руководитель Федерального агентства воздушного транспорта (под руководством Министерства транспорта) | Дмитрий Ядров        | с 15 сентября 2023                 |
| Руководитель Федерального дорожного агентства (под руководством Министерства транспорта) | Андрей Костюк        | 27 сентября 2018 — 22 января 2021  |
| Руководитель Федерального дорожного агентства (под руководством Министерства транспорта) | Роман Новиков        | с 30 января 2021                   |
| Руководитель Федерального агентства железнодорожного транспорта (под руководством Министерства транспорта) | Владимир Чепец       | 16 мая 2012 — 28 мая 2020          |
| Руководитель Федерального агентства железнодорожного транспорта (под руководством Министерства транспорта) | Владимир Токарев     | 29 мая 2020 — январь 2021          |
| Руководитель Федерального агентства железнодорожного транспорта (под руководством Министерства транспорта) | Александр Иванов     | 21 января — 16 мая 2021            |
| Руководитель Федерального агентства железнодорожного транспорта (под руководством Министерства транспорта) | Игорь Коваль         | 17 мая — 17 декабря 2021           |
| Руководитель Федерального агентства железнодорожного транспорта (под руководством Министерства транспорта) | Александр Иванов     | 28 декабря 2021— 28 января 2022    |
| Руководитель Федерального агентства железнодорожного транспорта (под руководством Министерства транспорта) | Алексей Дружинин     | с 28 января 2022                   |
| Руководитель Федерального агентства морского и речного транспорта (под руководством Министерства транспорта) | Александр Пошивай    | 26 ноября 2019 — 21 января 2021    |
| Руководитель Федерального агентства морского и речного транспорта (под руководством Министерства транспорта) | Андрей Лаврищев      | 21 января 2021 — 29 августа 2022   |
| Руководитель Федерального агентства морского и речного транспорта (под руководством Министерства транспорта) | Захарий Джиоев       | 29 августа 2022 — 29 марта 2024    |
| Руководитель Федерального агентства морского и речного транспорта (под руководством Министерства транспорта) | Андрей Тарасенко     | с 29 марта 2024                    |
| Руководитель Федеральной службы по военно-техническому сотрудничеству (под руководством Министерства обороны) | Дмитрий Шугаев       | с 31 января 2017                   |
| Руководитель Федеральной службы по техническому и экспортному контролю (под руководством Министерства обороны) | Владимир Селин       | с 25 мая 2011                      |
| Руководитель Федеральной службы исполнения наказаний (под руководством Министерства юстиции) | Александр Калашников | 8 октября 2019 — 25 ноября 2021    |
| Руководитель Федеральной службы исполнения наказаний (под руководством Министерства юстиции) | Аркадий Гостев       | с 25 ноября 2021                   |
| Руководитель Федеральной службы судебных приставов (под руководством Министерства юстиции) | Дмитрий Аристов      | с 20 марта 2017                    |
| Руководитель Федеральной службы по труду и занятости (под руководством Министерства труда и социальной защиты) | Михаил Иванков       | с 6 апреля 2019                    |
| Руководитель Федеральной налоговая службы (под руководством Министерства финансов) | Даниил Егоров        | с 17 января 2020                   |
| Руководитель Федеральной пробирной палаты (под руководством Министерства финансов) | Юрий Зубарев         | с 2 марта 2020                     |
| Руководитель Федеральной службы по контролю за алкогольным и табачным рынками (под руководством Министерства финансов) | Игорь Алёшин         | с 11 июля 2018                     |
| Руководитель Федеральной таможенная службы (под руководством Министерства финансов) | Владимир Булавин     | 28 июля 2016 — 10 февраля 2023     |
| Руководитель Федеральной таможенная службы (под руководством Министерства финансов) | Руслан Давыдов       | с 10 февраля 2023                  |
| Руководитель Федерального казначейства (под руководством Министерства финансов) | Роман Артюхин        | с 5 октября 2007                   |
| Руководитель Федерального агентства по управлению государственным имуществом (под руководством Министерства финансов) | Вадим Яковенко       | с 21 декабря 2018                  |
| Руководитель Федеральной службы по надзору в сфере связи, информационных технологий и массовых коммуникаций (под руководством Министерства цифрового развития, связи и массовых коммуникаций Российской Федерации)          | Александр Жаров      | 3 мая 2012 — 23 марта 2020         |
| Руководитель Федеральной службы по надзору в сфере связи, информационных технологий и массовых коммуникаций (под руководством Министерства цифрового развития, связи и массовых коммуникаций Российской Федерации)          | Андрей Липов         | с 29 марта 2020                    |
| Руководитель Федеральной службы по аккредитации (под руководством Министерства экономического развития) | Алексей Херсонцев    | 10 июня 2016 — 9 марта 2020        |
| Руководитель Федеральной службы по аккредитации (под руководством Министерства экономического развития) | Назарий Скрыпник     | с 7 апреля 2020                    |
| Руководитель Федеральной службы государственной статистики (под руководством Министерства экономического развития) | Павел Малков         | 24 декабря 2018 — 10 мая 2022      |
| Руководитель Федеральной службы государственной статистики (под руководством Министерства экономического развития) | Сергей Галкин        | с 11 мая 2022                      |
| Руководитель Федеральной службы по интеллектуальной собственности (под руководством Министерства экономического развития)                                                                                                   | Григорий Ивлиев      | 31 июля 2015 — 17 февраля 2022     |
| Руководитель Федеральной службы по интеллектуальной собственности (под руководством Министерства экономического развития)                                                                                                   | Юрий Зубов           | с 17 февраля 2022                  |